# Gynoplistia (Gynoplistia) vilis
Gynoplistia (Gynoplistia) vilis is een tweevleugelige uit de familie steltmuggen (Limoniidae). De soort komt voor in het Australaziatisch gebied.